# Първи виенски арбитраж
Първият виенски арбитраж се провежда на 2 ноември 1938 г. в двореца Белведере във Виена от министрите на външните работи на Германия - Йоахим фон Рибентроп, и Италия – Галеацо ди Чано, за намиране на решение на „Унгарския въпрос“ в Чехословакия. Необходимостта от бързо урегулиране на чехословашко-унгарския конфликт е предписана в Мюнхенското споразумение, подписано месец по-рано, на 30 септември 1938 г.
По време на Първия виенски арбитраж арбитрите от Нацистка Германия и Фашистка Италия търсят начини за ненасилствено разрешаване на териториалните претенции на Унгария, свързани с преразглеждане на Трианонския договор от 1920 г.
В резултат на арбитража от Чехословакия са отделени и предадени на Унгария южната част на Карпатска Рус и райони от Южна Словакия, населени предимно от унгарци. По такъв начин Унгария си възвръща част от териториите, загубени в резултат на разпадането на Австро-Унгария след Първата световна война. Общата площ на предадените на Унгария територии е 12 400 км2, в която живеят над 1 млн. души.
Парижката мирна конференция от 1947 г. обявява решенията на Първия виенски арбитраж за юридически нищожни.